# Sawrey Gilpin
Pour les articles homonymes, voir Gilpin.
Sawrey Gilpin (30 octobre 1733 - 8 mars 1807) est un peintre animalier, illustrateur et graveur anglais spécialisé dans les peintures de chevaux et de chiens. Il est académicien royal.

## Biographie

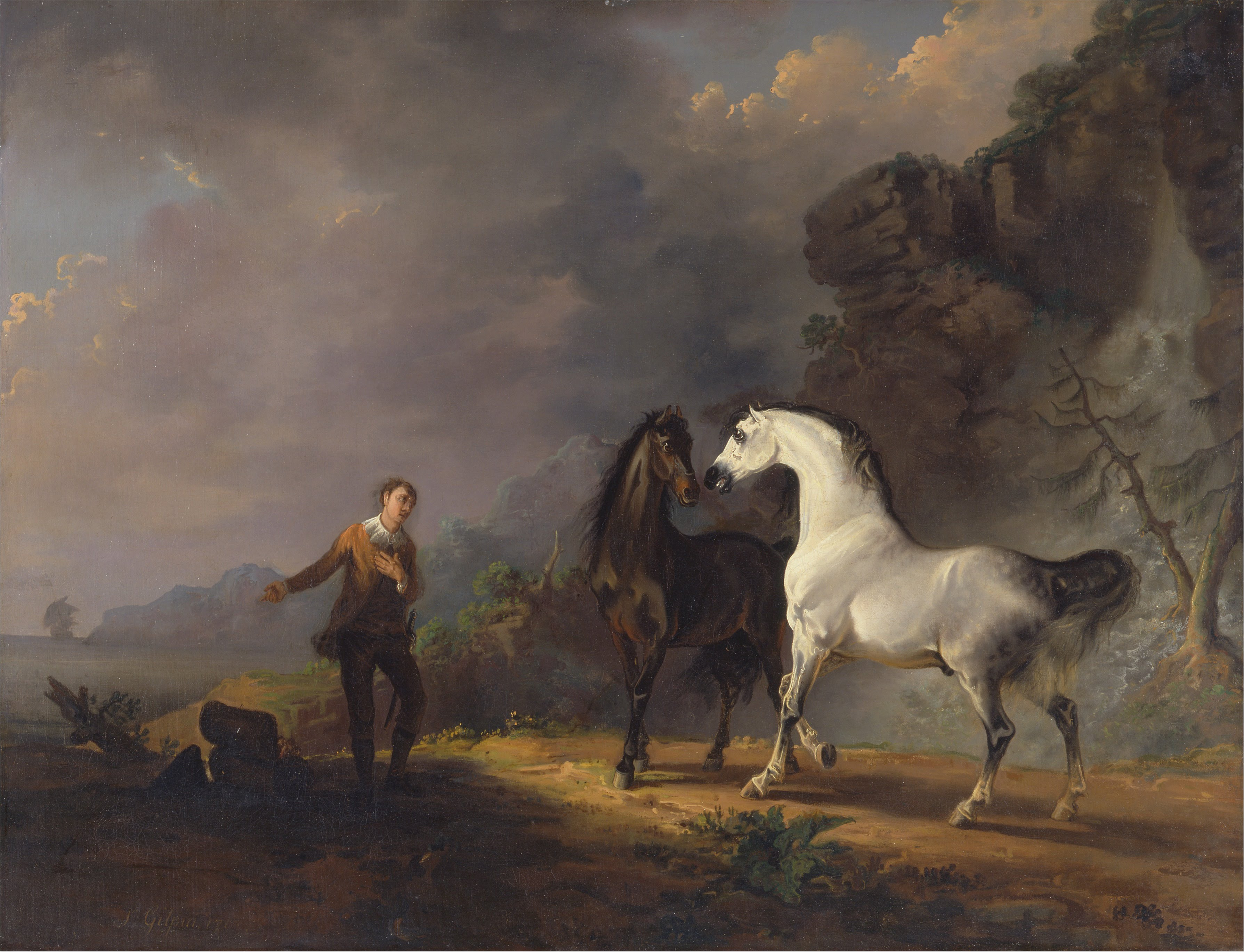
Gulliver s'adressant aux Houyhnhnms

Gilpin est né à Carlisle en Cumbria, septième enfant du capitaine John Bernard Gilpin, soldat et artiste amateur, et de Matilda Langstaffe. Il est le frère cadet du Rév. William Gilpin, un ecclésiastique et maître d'école qui a écrit plusieurs ouvrages reconnus sur les paysages pittoresques.
Enfant, Gilpin apprend à dessiner de son père, qui dirige une école de dessin à Carlisle. Ayant montré une prédilection précoce pour l'art, il est envoyé à Londres à l'âge de quatorze ans pour étudier auprès du peintre marin Samuel Scott à Covent Garden. Gilpin, cependant, préfère dessiner les charrettes et les chevaux du marché qui passent, et il devient bientôt évident que les animaux, en particulier les chevaux, sont sa spécialité. Gilpin quitte Scott en 1758 et se consacre désormais à la peinture animalière. Certaines de ses esquisses sont montrées au duc de Cumberland, qui en est très impressionné, et engage Gilpin à dessiner dans son haras de Newmarket et de Windsor, où il est garde forestier du Grand Parc. Il apporte à l'artiste une aide matérielle considérable dans son métier.

## Peintre animalier

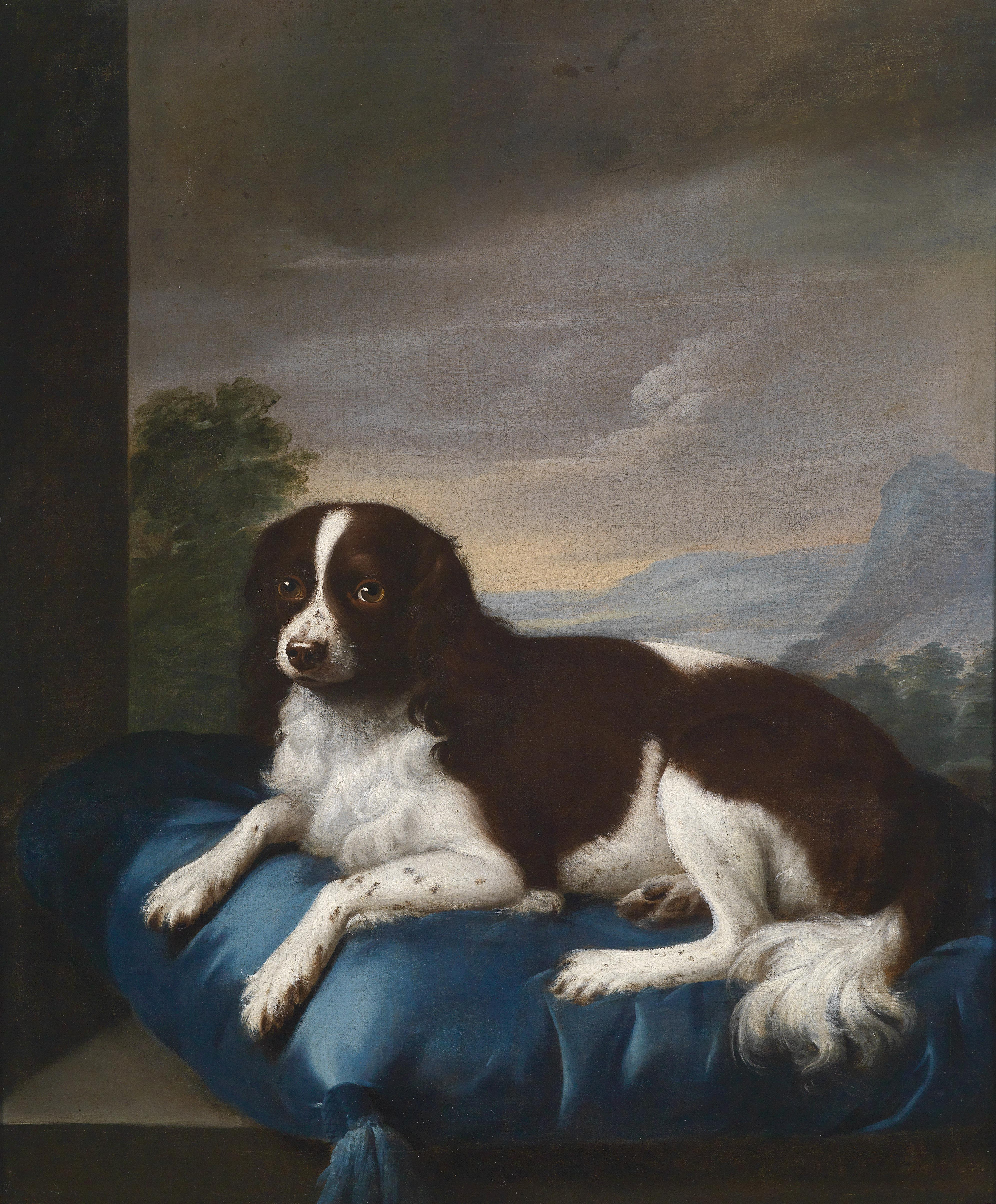
English Springer Spaniel sur un coussin, 1807

Gilpin vit à Knightsbridge à Londres pendant quelques années. Il devient l'un des meilleurs peintres de chevaux que le pays ait produit et a presque autant de succès dans d'autres domaines de l'art animalier. Il tente parfois des images historiques à plus grande échelle dans lesquelles les chevaux occupent une place importante, mais avec un peu moins de succès. Il est purement un peintre animalier et a besoin de l'aide d'autrui pour peindre des paysages et des figures; pour le premier, il se tourne souvent vers George Barret senior, à qui il rend un service similaire en retour, et pour le second, il utilise parfois les services de Johan Joseph Zoffany et de Philip Reinagle.
Gilpin expose pour la première fois avec la Incorporated Society of Artists en 1762 et continue à y montrer des tableaux, principalement de chevaux, jusqu'en 1783. En 1768, et 1770-1, il expose une série de tableaux illustrant "la visite de Gulliver chez les Houyhnhnms", dont l'un est gravé à la manière noire par Valentine Green ; en 1770 un dessin de "Darius gagnant l'empire perse par le hennissement de son cheval"; en 1771 "Le duc de Cumberland visitant son haras (avec vue sur le château de Windsor depuis le grand parc, par William Marlow)". En 1773, il devient administrateur de la société, et en 1774 président.
Il expose à la Royal Academy de Londres de 1786 jusqu'à sa mort. Il est élu associé de l'académie (ARA) en 1795 et Royal Academician (RA) en 1797.
Gilpin épouse Elizabeth Broom; leur fils William Sawrey Gilpin (1762–1843) devient également artiste et, plus tard, Architecture du paysage. Après la mort de sa femme, Gilpin vit dans le Bedfordshire avec son ami Samuel Whitbread. Il retourne ensuite à Londres et passe ses dernières années avec ses filles à Brompton, où il meurt le 8 mars 1807.
Il a comme élèves John Warwick Smith et George Garrard. Ce dernier épouse sa fille aînée Mathilde.

## Travaux
Beaucoup de ses images de chevaux, de chiens et de scènes sportives sont gravées, notamment The Death of the Fox (Royal Academy, 1788), gravée par John Scott (1774–1827); et Heron-Hawking (Society of Artists, 1780), gravé par Thomas Morris (fl. 1780-1800). Il réalise également des eaux-fortes de chevaux et de bovins, et réalise de nombreuses illustrations pour les œuvres, publiées et inédites, de son frère William. Son portrait est inclus dans la série de dessins de George Dance (1741-1821), gravés par William Daniell, et maintenant à la National Portrait Gallery.
Il y a des œuvres de Gilpin dans les collections du Courtauld Institute of Art, Tate Britain et de la Royal Academy à Londres et du Fitzwilliam Museum Cambridge.

## Galerie

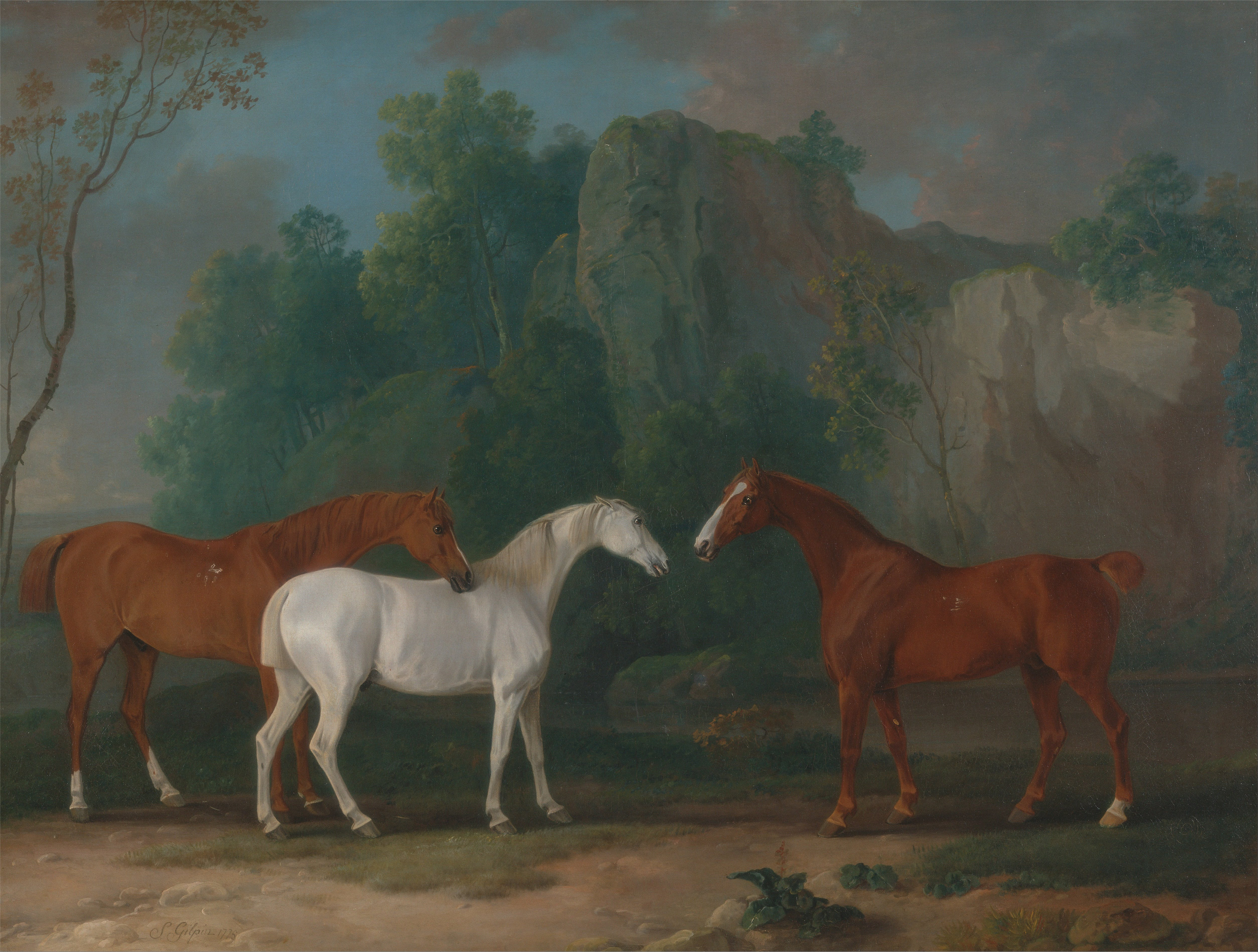
Three Hunters in a Rocky Landscape
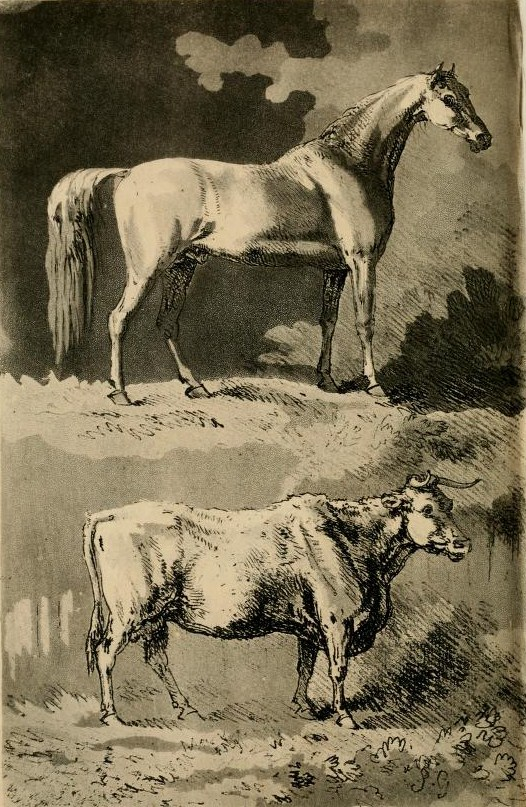
Horse and Cow (illustration from "Observations on several parts of England, vol. 2" de William Gilpin)
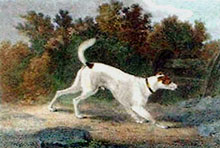
Pitch propriété du colonel Thomas Thornton, 1790
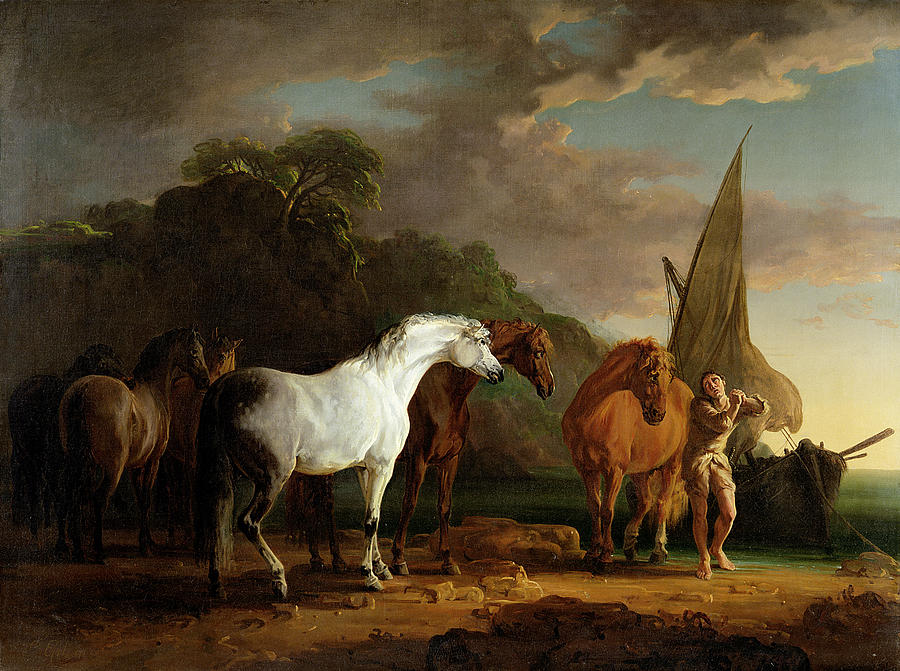
Gulliver quittant le pays des Houyhnhnms
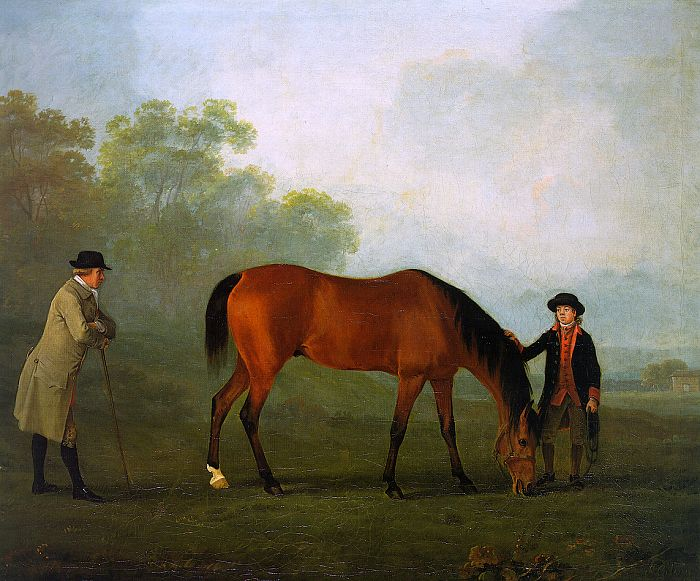
Furiband avec son propriétaire, Sir Harry Harpur, et un groom (1774)